# Столкновение в Тертерском направлении (4 сентября 2010)
Столкновение в Тертерском направлении (2010) — боевое столкновение в Нагорном Карабахе — на территории современного Агдеринского района Азербайджана, случившееся 4 сентября 2010 года между вооружёнными силами Азербайджана и непризнанной Нагорно-Карабахской Республики (НКР).

## Предыстория
Территория Агдеринского района во время Карабахской войны входил в зону боевых действий, по окончании которых 12 мая 1994 года оказалась прифронтовой территорией на линии соприкосновения Вооружённых Сил Азербайджана и вооружённых формирований непризнанной Нагорно-Карабахской республики. С момента подписания в 1994 году соглашения о «прекращении огня» закончилась активная фаза военных действий в регионе, после переговоры о статусе региона носили мирный характер. Армянская сторона в своих требованиях о признание «де-юре» НКР ссылались на Косовский прецедент. Азербайджан, желая вернуть Нагорный Карабах под свой контроль, увеличивал свой военный бюджет, следствием чего, по некоторым источникам тех времён, «у все большего количества азербайджанцев возрастает воинственный тон призывающий решить карабахский конфликт силовым путём». Следующее боевое столкновение в этом районе Нагорного Карабаха произошло 31 августа 2010 года близ села Чайлы (См. Столкновение возле села Чайлы).

## Боевые действия
Международные наблюдатели выполняли периодическое контролирование линии фронта. Из-за отсутствия постоянного мониторинга линии соприкосновения враждующих войск каждая из сторон излагает свою версию случившегося

### Азербайджанская версия
Согласно азербайджанской стороне армянские вооруженные формирования с целью отомстить за понесенные 31 августа потери перешли в наступление близ села Чилеберт Тертерского района (ныне Агдеринского района). Завязался бой, в результате которого один солдат азербайджанской армии погиб. Отмечается также, что ещё один азербайджанский солдат получил ранение и позднее скончался в больнице. Таким образом, согласно официальной информации азербайджанской стороны, жертвами нарушения режима прекращения огня стали двое азербайджанских военнослужащих — Абдуллаев Ахмед Гусейнага оглы, 1976 года рождения, и Ахмедов Фарид Гюльага оглы, 1986 года рождения.

Между тем, некоторые азербайджанские СМИ выпустили противоречивую информацию. В частности, информационное агентство ANS-PRESS сообщает, что армянская диверсионная группа атаковала позиции азербайджанских войск в направлении села Гасангая Тертерского района (ныне Агдеринского района). В сообщении говорится также, что в результате интенсивной перестрелки погибли 2 военнослужащих азербайджанской армии, ещё 1 получил ранение. Как сообщало карабахское бюро ANS TV 
Погибшие были офицерами по званию и при подавлении огневой точки противника тело одного из них осталось на противоположной стороне линии фронта
 В свою очередь информационное агентство АПА со ссылкой на пресс-службу Минобороны Азербайджана сообщает, что армяне перешли в наступление близ села Чилеберт Тертерского района (ныне Агдеринского района). В сообщении агентства говорится 
Во время перестрелки, один из наших бойцов стал шехидом  на близкой к армянам линии соприкосновения. Есть вероятность, что враг сумел подобрать труп. Еще один боец был ранен

### Армянская версия
Согласно пресс-службе Армии обороны Нагорного Карабаха, 4 сентября в 06:50 близ села Чилябюрт (Джраберда) на северо-восточном направлении линии соприкосновения НКР и Азербайджана разведочно-диверсионная группа азербайджанских вооруженных сил попыталась продвинуться в глубь армянских позиций. Завязался бой, в результате которого азербайджанское подразделение, оставив труп одного военнослужащего, неся потери, отступило. Как говорится в заявлении: 
В результате предпринятых передовыми подразделениями Армии обороны ответных действий и развернувшегося ближнего боя, азербайджанские боевики были отброшены назад, оставив одного убитого. Во время бегства члены диверсионной группы подорвались на мине, есть раненые. По разведывательным данным, озвученными пресс-службой Армии обороны НКР один из раненых является командиром разведроты, а другой - командиром роты сапёров. Потерь с карабахской стороны  нет
Как считают в министерстве обороны, обнаруженные возле трупа азербайджанского диверсанта оружие с глушителем и наручники свидетельствуют о том, что вооружённая разведывательная группировка проникла на территорию НКР с целью совершения диверсионных действий и взятия в плен армянских военнослужащих.

## Последствия
- 6 сентября 2010 года указом президента непризнанной Нагорно-Карабахской Республики Бако Саакяна, за решительные действия, проявленные при защите боевых позиций, четкое выполнение поручений командного состава и служебных обязанностей медалью «За мужество» награждены пулемётчик, рядовой Армии обороны НКР Хачатур Багдасарян и гранатометчик, рядовой Армии обороны НКР Армен Манукян[8].

## Реакция
Ереван в связи происшедшим инцидентом призвал международное сообщество выступить с соответствующей оценкой действий Азербайджана, которые, как считали в МИД Армении, были направлены на провал переговоров по Нагорному Карабаху. Как заявил замминистра иностранных дел Армении Шаварш Кочарян:
Настало время, чтобы провокационные действия
Азербайджана, направленные на срыв переговорного процесса по урегулированию карабахского конфликта и провал посреднических усилий, получили соответствующую оценку международного сообщества 